# جيملة
جيملة، بلدية تابعة إقليميا إلى دائرة جيملة ولاية جيجل بالجزائر.

## الموقع الجغرافي
بلدية جيملة واقعة جنوب غرب ولاية جيجل على الحدود مع ولايتي سطيف و ميلة، تبعد عن مقر الولاية ب;45 كم وهي منطقة سياحية ذات خضرة ونظرة لافتتين خصوصا بغابة «بوعفرون» التي تعتبر من أهم الغابات التي لاتزول عنها الخضرة، كما تتميز بمغارات وكهوف بها صخور كلسية، تحادي هذه الصخور شلالات .

## أصل سكان جيملة
اصول ساكنة جيملة أمازيغي بربري ينسبهم ابن خلدون لفبيلة كتامة البربرية ولقد اختلط عناصر هذه القبيلة مع الوافدين من المشرق فتكون بذلك مزيج متناغم ومتجانس
من عرب وبربر أمازيغ وهي امتداد للقبائل الكبرى التي تتمثل : بني عافر، بني خطاب، أولاد عامر، بني خطاب 
لعب سكان منطقة جيملة دورا بارزا في نصرة الدولة الفاطمية الوليدة التي شهدت أول ميلاد لها بمنطقة بني عزيز المجاورة ويقال ان اصل تسمية جيملة تعود لمؤسس المنطقة جيملة الذي كان يقود ميسرة جيش الفاطميين التي فتحت القيروان والقاهرة 
لهجة ساكنة جيملة لهجة جيجلية إذ تتحد معها في أغلب الكلمات المميزة لساكنة الولاية مع تميز يبرز خصوصية المنطقة 
شارك سكان جيملة عن بكرة ابيهم في الثورة التحريرية فاستشهد منهم رهط كبير.
ولقد خلد الشهداء بنصب بمقر البلدية دونت فيه أسماء الشهداء البررة تغمدهم الله برحمته 
لقد اكتوت منطقة جيملة الكبرى بنار الاستعمار الفرنسي فقد انشا المستدمر محتشدا عسكريا بمنطقة تامنتوت اعالي بلدية جيملة اين كان مركزا لتعذيب المجاهدين وأبناء المنطقة اين شهد المحتشد ابشع صور القمع والتعذيب والتنكيل ..

## أهم المنشآت القاعدية في جيملة

### سد تابلوط
يعتبر من أهم السدود في ولاية جيجل..مقتبس من مشروع فرنسي لا تزال بعض الحجارة والسور المبني على حافة واد *الزرجونة* شاهدا على ذلك ويجيري حاليا بناء أكبر سد في ولاية جيجل

### منشآت رياضية وثقافية
تزخر جيملة بنادي شباب بالرغم من صغره وعم توفره على الوسائل الحديثة إلا أنه فجر طاقات شبانية إقليميا ولائيا، 
كما استلمت بلدية جيملة مشروعين لإنشاء دار شباب ومركب رياضي

### طريق العمر
الرابط بين ولاية سطيف وميناء جنجن يضم نفق وجسر بمسافة 100كم هو ذو جدوى اقتصادية عالية بالإضافة إلى الفائدة الاجتماعية التي من المامل ان تجنى منه سيما وانه يعبر بلدية جيملة ويخترقها إلى غاية بلدية بني عزيز بسطيف إلى العلمة وان هذا الطريق يعتبر بمثابة الشريان للولاية برمتها.

## مناطق بجيملة
الشرق:فدولس، اغبالة، ظهر الطالع
الشمال: الولجة، أولاد عيسى، الجيزة
الوسط: المحدوهي عاصمة البلدية والدائرة 
الجنوب: العظامة، تمانتوت
الغرب:، بوجوادة الكبرى وتشكل حوالي ثلث مساحة البلدية بتعداد سكاني يفوق خمسة آلاف نسمة 
مرج عبد الله
رأس الزان ونعنبر راس الزان منطقة أثرية تضم العديد من القبور الرومانية والطرق القديمة الرابطة بين جيجل وجميلة واكجان وتم اكتشاف بها بقايا تقود رومانية وهي تحتاج إلى تنقيب وعناية من السلط المحلية 
تبلغ مساحة بلدية جيملة 62 كلم مربع 
أعلى قمة بها قمة بوعزة

## جبل بوعفرون
تتميز منطقة جيملة باحتوائها على غابة بوعفرون وتتواجد غابة بوعفرون بأعالي جيجل وبالتحديد في منطقة جيملة الجميلة وهي من أجمل الجبال على الإطلاق في ولاية جيجل وهي مقصد للعائـلات.
1. ↑  "تنائج إحصاء 2008 الخاصة بولاية جيجل" (PDF). مؤرشف من الأصل (PDF) في 2018-07-23.
2. ↑  "معلومات عن غابة بوعفرون  tehwas.com". tehwas.com. مؤرشف من الأصل في 2020-06-28. {{استشهاد ويب}}: |archive-date= / |archive-url= timestamp mismatch (مساعدة)